# Novoklenove
Novoklenove (en (ucraïnès): Новокленове, en rus: Новоклёново, Novokliónovo) és un poble de la República Autònoma de Crimea a Ucraïna, que el 2014 tenia 788 habitants. Pertany al districte de Bilogorsk.